# بانهلان
بانهلان، روستایی در دهستان دوستان بخش مرکزی شهرستان بدره در استان ایلام ایران است.

## جمعیت
بر پایه سرشماری عمومی نفوس و مسکن در سال ۱۳۹۵، جمعیت این روستا برابر با ۳۱۶ نفر (۹۲ خانوار) بوده‌است.